# Cocotte

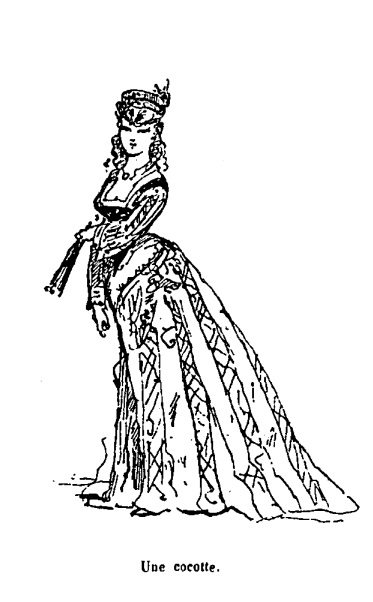
Una cocotte, por Bertall en La comedia de nuestro tiempo: estudios a lápiz y pluma, Plon, París, vol. 2, 1875.

Cocottes era una denominación para prostitutas de lujo o cortesanas en Francia durante el Segundo Imperio y la Belle Époque, también conocidas como demi-mondes y grandes horizontales. Cocotte era originalmente en francés un término cariñoso para denominar a los niños pequeños, pero empezó a ser utilizado para denominar a las prostitutas más elegantes en la década de 1860.  El nombre también fue empleado en el imperio alemán y la república de Weimar (Kokotte).

## Visión general
Para algunas jóvenes, convertirse en cocotte era también una manera de conseguir comodidad financiera antes de sentar cabeza y contraer matrimonio. Algunas consiguieron retener su fortuna, otras murieron en la miseria, otras finalmente, como Sarah Bernhardt, que comenzó como una cocotte, se convertían en actrices aduladas.
Para un hombre rico del periodo, mantener una cocotte era visto como símbolo de su alto estatus y virilidad. Admiradas y criticadas, las cocottes eran elegantes, a la moda y extravagantes, los periódicos informaban sobre su ropa, fiestas y asuntos.
Varios autores de finales del siglo XIX y principios del XX escribieron sobre cocottes, por ejemplo Émile Zola con Nana. Esta novela describe la vida y destino trágico de una prostituta callejera que asciende hasta convertirse en una cocotte, y que en su camino arruina a los hombres poderosos que conoce.
Famosas cocottes fueron Cora Pearl (1835-1886; entre sus protectores se incluyeron el príncipe Napoleón y el duque de Morny) o Laure Hayman (1851-1932; que mantuvo amoríos con Paul Bourget, rey de Grecia, el príncipe Karageorgevich y el príncipe Carlos de Fürstenberg). Varias mansiones de París fueron construidas para "cocottes", como la de la Païva en los Campos Elíseos.